# Entamoeba histolytica
Espèce
Classification NCBI
Entamoeba histolytica est une espèce d'amibes pathogènes — un parasite — qui infecte le gros intestin provoquant une infection amibienne, produisant l'amibiase, une maladie parasitaire qui sévit en Amérique latine.  
Elle est déterminante dans l'amibiase et la dysenterie amibienne chez l'être humain dans les milieux tropicaux. Elle vise la paroi de l'intestin principalement, en pratiquant la lyse des cellules. Elle a un cycle monoxène (un seul hôte).
Annuellement 100 000 personnes, notamment des enfants et des nourrissons, en sont victimes. Il n'existe pas actuellement de vaccin.
La généticienne Esther Orozco a découvert l'importance d'un complexe protéinique composé d'une enzyme détruisant les tissus et d'une protéine au fort pouvoir adhésif et qui joue le rôle clé pour faciliter le phagocytage de la cellule par le parasite.
Entamoeba histolytica existe sous deux formes interchangeables : une forme mobile et une forme kystique de résistance. Il était couramment admis que la forme mobile végétative pouvait prendre deux aspects différents : une forme non-hématophage (forme minuta) inoffensive, petite, localisée exclusivement dans la lumière de l'intestin où elle se nourrit de débris cellulaires et une forme hématophage (forme histolytica), plus grande que la première, qui pénètre dans la paroi intestinale. En fait, on sait depuis 1993 que seule la forme histolytica correspond à Entamoeba histolytica, la forme minuta correspondant à Entamoeba dispar, découvert en 1925 par É. Brumpt est une espèce à part.
Entamoeba histolytica est un organisme anaérobie, qui ne possède pas de mitochondrie pour permettre l'oxydation des composés organiques, mais un organite différent appelé mitosome.
Entamoeba dispar est une espèce non pathogène très proche morphologiquement de Entamoeba histolytica, et beaucoup plus répandue que cette dernière.

## Réalisation du cycle

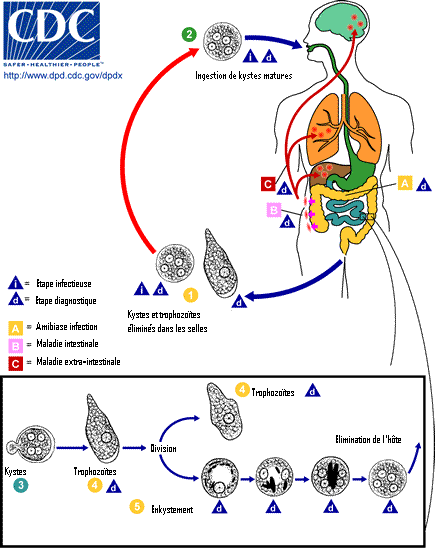

→ kyste à un noyau
→ le noyau se divise pour former 4 noyaux
→ la division se bloque à ce stade
→ le kyste est rejeté avec les excréments et se retrouve dans l'eau
→ une fois ingurgité, il libère ses 4 noyaux dans son hôte
→ chaque noyau termine sa division, il s'entoure de cytoplasme
→ il y alors 4 petites amibes
→ multiplication des amibes
→ ces petites formes se transforment et acquièrent leur pouvoir pathogène
→ elles doublent de diamètre et deviennent alors des trophozoïtes.

## Définition
L'amibe dysentérique Entamoeba histolytica est un protozoaire rhizopode parasite spécifique de l'être humain chez qui elle détermine les diverses formes de l'amibiase :
- amibiase infection des porteurs d'amibes sans manifestations cliniques ;
- amibiase maladie des sujets présentant l'un des tableaux cliniques caractéristiques.

## Répartition géographique
La prévalence de ce protozoaire varie considérablement dans les différents groupes de population et est généralement étroitement liée aux conditions socio-économiques. Les taux les plus élevés sont retrouvés dans des endroits dépourvus d'installations sanitaires comme les égouts et l'eau potable.

## Morphologie
Au stade végétatif, l'amibe dysentérique peut se présenter sous deux formes :
- la forme minuta, d'un diamètre moyen de 10 à 15 micromètres, présente un ectoplasme  clair et un endoplasme granuleux contenant des bactéries phagocytées et, latéralement, le noyau caractéristique : arrondi, d'un diamètre de 5 micromètres, il a une couronne périphérique de petites croutelles chromatiniennes et un gros caryosome central ;
- la forme histolytica, plus grande (20 à 30 micromètres) et dont l'endoplasme contient, au lieu de bactéries, des hématies phagocytées aux divers stades de leur digestion.

On peut trouver également des stades de division asexuée de chacune des deux formes précédentes et, pour la forme minuta seulement, des stades prékystiques : amibes arrondies ayant chassé de leur cytoplasme les résidus de la digestion.

## Biologie

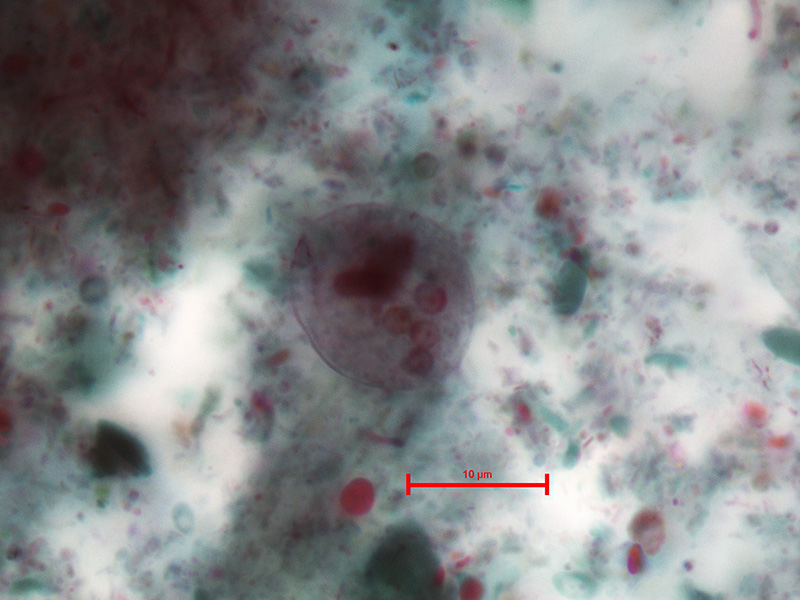
Kyste d'Entamoeba histolytica, stade à 4 noyaux.

L'amibe dysentérique a une biologie très originale qui aboutit, selon les circonstances, à un dualisme évolutif se traduisant par les deux aspects morphologiques décrits, mais aussi par des biotopes, modes de nutrition et pouvoirs pathogènes très différents.
L'amibe minuta réalise, aux moindres frais, le cycle parasitaire normal assurant la pérennité et la dispersion de l'espèce. Elle vit à la surface de la muqueuse du gros intestin, surtout dans les zones de stagnation relative du contenu intestinal : cæcum et côlon ascendant, sigmoïde et ampoule rectale. Elle s'y nourrit de bactéries et de levures, et s'y multiplie par division binaire asexuée. Périodiquement, elle s'arrête, s'arrondit et s'enkyste.
Forme de résistance et de dissémination, le kyste est sphérique, à paroi nette, de 7 à 12 micromètres de diamètre. Il contient de 1 à 4 noyaux caractéristiques et, du moins dans les formes jeunes, des inclusions trapues, réfringentes à frais (cristalloïdes) et se colorant fortement en noir par l'hématoxyline ferrique (chromidiums). Il est rejeté dans le milieu extérieur avec les selles.
Le cycle évolutif est direct, bouclé lorsqu'un sujet neuf déglutit les kystes infectieux souillant ses aliments ou sa boisson (rôle des mains sales des porteurs de germes et rôle vecteur passif des mouches).

Dans l'intestin, le kyste libère une petite amibe métakystique à 4 noyaux qui, après une nouvelle division nucléaire, se scinde en 8 amoebules de  type minuta qui s'installent sur la muqueuse du côlon.
Le passage à la forme histolytica peut se faire à tout moment sous l'influence de divers facteurs dont certains seulement sont élucidés : flore associée, pH, déficit en IgA sécrétoires, fléchissement de l'état général... L'amibe change alors de biologie : pénétrant dans l'intimité de la muqueuse, grâce à des enzymes protéolytiques, elle devient hématophage et se multiplie activement provoquant une nécrose tissulaire. Certaines, revenues à la surface de la muqueuse, perdent leur caractère hématophage et redonnent des formes minuta.

## Clinique
L'amibe dysentérique est la seule qui, en pratique, ait un rôle important en pathologie humaine. Ses actions n'en sont pas moins très variées : affections non apparentes des porteurs sains et colites amibiennes chroniques paucisymptomatiques dues à la forme minuta, ou épisodes dysentériques aigus et redoutables métastases extra-intestinales de la forme histolytica.
Dans la pratique courante, en zone d'endémie, c'est la dysenterie qui révèle une amibiase.

## Diagnostic
N'est amibien que celui qui héberge Entamoeba histolytica, dont, seule la découverte, sous l'une de ses trois formes, permet d'affirmer l'amibiase.
Cette mise en évidence, le plus souvent par un examen parasitologique des selles, devra être demandée à des biologistes confirmés par l'expérience.
- L'amibiase intestinale[3] :
  - repose sur l'examen parasitologique des selles (mise en évidence des formes végétatives dans la glaire) et les selles doivent être acheminées rapidement au laboratoire,
  - recherche des kystes : en cas de négativité , répéter l'examen trois fois à trois jours d'intervalle car l'émission des kystes n'est pas continue.

- L'amibiase extra-intestinale[3] :
  - imagerie médicale (radiologie, échographie, scanner, IRM),
  - ponction d'abcès hépatique : ramène un pus d'aspect chocolat, l'examen direct à la recherche d'une forme végétative est souvent négatif,
  - sérologie : ELISA, etc.

## Traitement
Métronidazole (Flagyl), tinidazole (Fasigyne) ou secnidazole (Flagentyl).
Dans la dysenterie amibienne aigüe, on associera le médicament antiamibien à :
- une antibiothérapie,
- un ensemencement en flore antibiorésistante, par exemple, Bacillus subtilis (Bactisubtil),
- une vitaminothérapie B.

## Prophylaxieindividuelle
Ne boire d'eau suspecte que bouillie ou filtrée. Éviter les crudités, les fruits non pelés et les préparations locales effectuées dans des conditions d'hygiène suspectes.